# 大阪港トランスポートシステム北港テクノポート線
北港テクノポート線（ほっこうテクノポートせん）は、大阪府大阪市住之江区のコスモスクエア駅から大阪市此花区の新桜島駅（仮称）までを結ぶ予定の大阪港トランスポートシステム (OTS) の路線。
全線が一度事業化されたものの、一旦事業休止となった後、南ルートであるコスモスクエア駅 - 夢洲駅間のみが事業再開され、Osaka Metro中央線の一部として2025年に開業した。

## 計画の経緯
1989年に運輸政策審議会が大阪圏における高速鉄道を中心とする交通網の整備に関する基本計画についてに答申したのが北港テクノポート線である。これは前年の1988年に決定した「テクノポート大阪」計画によるものである。この答申では海浜緑地（コスモスクエア駅の仮称） - 北港北（舞洲）間が「目標年次（2005年）までに整備に着手することが適当である区間」、北港北から此花方面は「今後路線整備について検討すべき方向」とされた。
後に大阪市では2008年に夏季オリンピックを開催する構想が浮上し、舞洲にメイン会場、夢洲に選手村が設置される予定となったことで、これらのアクセス路線として事業化された。OTSが北港テクノポート線の事業許可を取得した2000年時点での計画では大阪港駅 - コスモスクエア駅間のテクノポート線（2005年に大阪市営地下鉄中央線〈現在のOsaka Metro中央線〉に編入）を延伸する形で新桜島駅まで全線開通させる予定で、途中の夢洲地区内に車庫が設置される予定であった。前述の答申で「検討すべき方向」とされていた舞洲 - 新桜島間も事業化されたのは、桜島線桜島駅から連絡線を建設する構想があったためであり、オリンピック構想の立候補ファイルには北港テクノポート線と桜島への連絡線が会場へのアクセス路線として記載されている。
しかし、2001年にオリンピックの開催地から落選したことや、「テクノポート大阪」計画の見直し・中止により、北港テクノポート線は事業を継続する理由を失い、鉄道道路共用トンネルである夢咲トンネル（コスモスクエア駅 - 夢洲駅間）が建設されたのみで事業は休止となった。
転機となったのはカジノを軸とした統合型リゾート (IR) の誘致候補ならびに2025年に開催される国際博覧会（万博）の会場を夢洲に決定したことである。これにより、IRならびに万博へのアクセス路線として北港テクノポート線の活用が検討され、2018年に2025年日本国際博覧会（大阪・関西万博）が正式に決定したことで、北港テクノポート線のうち、南ルート（コスモスクエア駅 - 夢洲駅間）の事業再開が決定した。ただし、夢洲地区内に設置される予定だった車庫については未着工のままとなっている。
残る北ルートについてはIR事業者側が違約金無しで事業から撤退できる「解除権」が2024年9月に放棄されたのを受け、大阪府・大阪市を中心とした協議体を設置した上で検討を進め、2025年度前半に結論を出すこととした。

## 営業中ルート

### 南ルート
南ルートは、大阪市高速電気軌道 (Osaka Metro) 中央線をコスモスクエア駅から延伸し、夢洲駅に至る区間である。2023年12月に大阪市高速電気軌道が第二種鉄道事業許可を取得し、中央線の一部として運営されることになった。
なお、大阪港トランスポートシステムとしては引き続き第一種鉄道事業区間のままとされている。

## 計画ルート

### 北ルート
北ルートは、夢洲駅から舞洲を経て、新桜島駅に至る区間である。2019年時点では夢洲の開発状況を見て事業再開を検討するものとされている。
北ルートについては、北港テクノポート線の延長以外にも、京阪電気鉄道（京阪）の中之島線を延伸する案、西日本旅客鉄道（JR西日本）の桜島線（ゆめ咲線）を延伸する案が存在する。このうち、桜島線の延伸についてはJR西日本の社長来島達夫が、「IRの誘致が決定した場合に延伸を検討する」としている。なお、南ルートの直通先である中央線とは集電方式および軌間（JRのみ）が異なるため、北港テクノポート線または京阪の延長でない限り、新桜島駅または夢洲駅での乗り換えが生じることになる。

## 歴史
- 2000年（平成12年）10月11日 - OTSが北港テクノポート線の第一種鉄道事業許可を取得。
- 2009年（平成21年）
  - 8月1日 - コスモスクエア駅 - 夢洲駅間の夢咲トンネルの道路部分が開通。鉄道部分は準備工事のみ実施。
  - 12月 - 大阪市行政評価委員会の答申により、北港テクノポート線の事業休止が決定[18]。
- 2019年（平成31年）2月 - 事業休止となっていた北港テクノポート線のうち、南ルート（コスモスクエア - 夢洲間）の事業再開が決定[14]。
- 2023年（令和5年）
  - 8月3日 - 大阪港トランスポートシステムが仮称であった夢洲駅の駅名をそのまま正式駅名とする届出[20]。
  - 8月25日 - 大阪市高速電気軌道 (Osaka Metro) が北港テクノポート線のうち、コスモスクエア駅 - 夢洲駅間の第二種鉄道事業許可を申請[21]。
  - 12月22日 - 大阪市高速電気軌道 (Osaka Metro) が北港テクノポート線のうち、コスモスクエア駅 - 夢洲駅間の第二種鉄道事業許可を取得[22]。
- 2025年（令和7年）1月19日 - コスモスクエア駅 - 夢洲駅間が開業[1]。

## 駅一覧

### 南ルート
コスモスクエア駅 (0.0km) - 夢洲駅 (3.2km)
- 旧：テクノポート線（南港・港区連絡線）区間[注 2]と同じく、中央線の一部として運行される。

### 北ルート
- 夢洲駅以外の駅名は全て仮称。運行主体も未定。
- 舞洲駅は大阪シティバス舞洲東バス停付近、新桜島駅はユニバーサルスタジオ西交差点付近に設置予定。

| 駅名     | 駅間 キロ | 営業 キロ | 接続路線                          | 所在地 | 所在地 |
| -------- | --------- | --------- | --------------------------------- | ------ | ------ |
| 夢洲駅   | -         | 0.0       | 大阪市高速電気軌道： 中央線 (C09) | 大阪市 | 此花区 |
| 舞洲駅   | 2.2       | 2.2       |                                   | 大阪市 | 此花区 |
| 新桜島駅 | 2.1       | 4.3       |                                   | 大阪市 | 此花区 |